# Marciano Indi
Marciano Indi é um político guineense, deputado eleito  na XI Legislatura pelo PAIGC. Atualmente assume funções do Secretário de estado da Ordem Pública. Na X Legislatura, foi líder da bancada parlamentar do APU-PDGB.